# قلعه شمیران
قلعه شمیران (سمیران) بازماندهٔ ارگی تاریخی در شهرستان قزوین، بخش طارم سفلی است. پیشینهٔ آن به دوران قبل از اسلام می‌رسد و در طول سال‌های سدۀ چهارم هجری پایتخت سلاریان بوده‌است. این قلعه قریب به دو قرن جزء قلعه‌های اسماعیلیان بوده و پس از نابودی آنها با هجوم هلاکو، تا پایان دوره صفوی نیز در کشمکش‌های سیاسی اهمیتی بسزا داشته‌است.
این بنا در ۹ اردیبهشت ۱۳۸۲ با شمارهٔ ثبت ۸۴۵۸ در فهرست آثار ملی ایران به ثبت رسیده‌است.

## نام

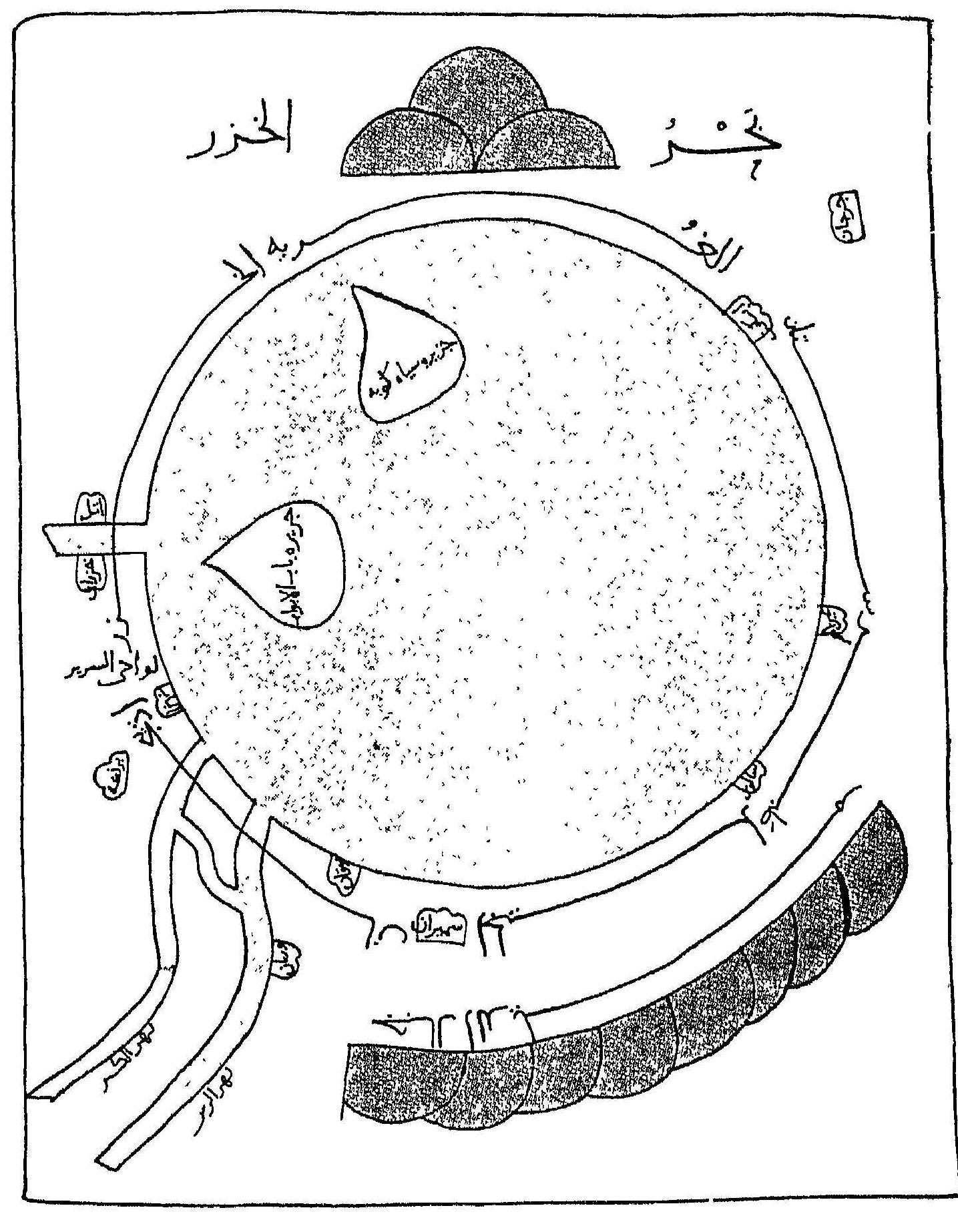
صورة الارض (۹۷۷): سمیران (قلعهٔ شمیران در مرز استان‌های زنجان و قزوین) دو منطقهٔ آذربایجان و جبال را از هم جدا کرده‌است.

این قلعه در بین اهالی منطقه به نام‌های شمیران و سمیران معروف است، ولی در متون تاریخی به نام‌های سمیران، شمیران، سمیرم، شمع ایران، کنگریان، سمیویروم و سالاریه از آن یاد شده‌است. نام شمیران بارها در متون آمده‌است. شمیران مرکز طارم بود و قلعه درکنار شهر قرار داشت.

## بنا
طرح کلی این بنا به مستطیلی‌شکل و ارتفاع برج‌ها و دیوار آن قریب به ۱۵ متر است. تمامی آن را با سنگ‌های لاشه و ملاط گچ به ضخامت ۸ فوت ساخته‌اند و در فاصله‌های ۱ متری کلافی چوبی در دل دیوار به کار برده‌اند.